# Château de la Jupelière
 (novembre 2024).
Chouannerie
Le château de la Jupelière est un édifice situé à Maisoncelles. Il date du XVIIe siècle. Il était la résidence de la famille d’Houllières. Son architecture est dans le style Louis XIV.

## Localisation
Le monument est situé dans le département français de la Mayenne, à 1 500 km au Nord-Est du bourg, presque à la lisière ouest du bois de Bergault.[réf. nécessaire]

## Noms
- La Gypellière 1610 (Registre paroissial)
- La Gibellière, 1627 (Archives départementales de la Mayenne, E. 356).
- La Jupelière, château et chapelle fondée (Jaillot).
- La Juppelière (Cassini).

## Seigneurie
Il s'agit d'un simple fief mouvant d'Arquenay et qui finit par devenir le chef-lieu des châtellenies du Bignon et de Maisoncelles.[réf. nécessaire]

## Château
Le château comprend un bâtiment principal orienté au couchant, à toit mansardé, et une aile au nord. Il offre un plan symétrique en U, dans un style architectural caractéristique du XVIIIe siècle. Il y a des douves devant la terrasse qui règne le long du corps principal et à l'est. Le corps de logis est entre deux ailes sur l'une desquelles un avant-corps à pans coupés ; en pur style à la Mansarde ; on peut y remarquer la galerie de faîte.[réf. nécessaire]

## Chapelle du château
La chapelle est aménagée dans le rez-de-chaussée de l'aile du château en 1676 par Charles d'Houllières. Il obtient par la suite le transfert du service à la chapelle de l'Étondellière qui se desservait à Saint-Vénérand de Laval et dont il était titulaire.[réf. nécessaire]
Ses successeurs y annexèrent la chapelle Saint-Jacques, fondée en 1429 au château de Champfleury. Elle avait été vers 1700 au moins partiellement desservie à Maisoncelles. La chapelle de la Sourcherie compléta ce bénéfice important qui avait pour titulaire à l'époque de la Révolution française, François Huchedé, vicaire de Contigné, 1770, puis de Maisoncelles.[réf. nécessaire]
Ce prêtre célébra pendant la Révolution française dans la chapelle, 118 baptêmes et 95 mariages dont la liste a été inscrite sur les murs. Il fit aussi de nombreux baptêmes. À la fin du XIXe siècle, elle est restaurée par un peintre d'Angers.[réf. nécessaire]

## Chouannerie

### Avertissement
Une grande partie des témoignages sur les Chouans dans le département de la Mayenne repose sur l'ouvrage de Jacques Duchemin des Cepeaux, œuvre rédigée en 1825 à la demande de Charles X, et repris par de nombreux historiens. La gloire dont sont entourés les personnages de la Chouannerie doit donc beaucoup à l'historiographie royaliste, et sa notoriété est finalement plus posthume qu'immédiate.
La propriété va servir de quartier général au chef chouan M. Jacques.[réf. nécessaire]

### Combat de la Jupelière
C'est suite de la conférence organisée au château de Champfleury avec M. Jacques, et au Combat de la Ramée que Jambe-d'Argent, encore convalescent, va s'entendre pour une action commune avec les Chouans de la rive droite de la Mayenne, au château de la Jupelière.
En effet, le 28 octobre 1794, M. Jacques avait réuni au château les principaux chefs des Chouans dont Jambe d'Argent, et Michel-Louis Lecomte.
Les Chouans auraient été surpris et écrasés par le détachement républicain de Villiers-Charlemagne si Jambe-d'Argent ne l'avait aperçu et n'avait donné l'alarme.
Ils gagnèrent le bois de Bergault, où ils s'embusquèrent et repoussèrent à leur avantage la troupe des assaillants grossie des détachements de Parné-sur-Roc et de Meslay-du-Maine. L'affaire de la Juppelière se soldera par trois morts, deux chez les Chouans et un chez les Républicains.

### Perquisitions
Des perquisitions sont ordonnées à la Jupelière et à la Bigottière de Maisoncelles le 20 février 1799. Le 14 juin 1799, Joseph janvier, fermier, est décrété d'arrestation comme père de Chouan ; ainsi que François Huchedé qui disait souvent la messe au château.

## Seigneurs
- Louis d'Houllières, paroissien de Maisoncelles, épouse en 1597, au Bignon, Charlotte de Chivré, veuve de N. de la Lande. Veuve de nouveau en 1626, elle demeurait au Coudray de Saint-Sulpice en 1641. Charlotte de Chivré, fille unique de René de Chivré et de Claudine de la Lande, convola en troisièmes noces avec Pierre du Coudray, vivait en 1641.
- Louis d'Houllières, héritier de Chérubin d'Houllières, son frère, mort en 1625. Il épousa par contrat en cour de Sainte-Suzanne, le 21 novembre 1633, Suzanne de Cordon, fille de René de Cordon et de Suzanne de Quatrebarbes, veuve de Gabriel de Champagné, dame du Bois-Bureau. Charles, 1638 ; Suzanne, 1643 ; Suzanne, 1644 ; René, 1646 ; Suzanne, 1647 ; Louis, 1648 ; Urbain, 1654, d'abord soldat, puis clerc après dispense ; Madeleine, 1656, † 1662 ; et probablement Louise, l'aînée, dame de Mortrou en 1651, naquirent à la Jupellière.
- Charles d'Houllières, qui fut prêtre et curé d'Entrammes, mort en 1680.
- Louis d'Houllières, frère du précédent, marié en 1675 à Françoise Martin, fille de René Martin., sieur du Valbleray, et nièce du curé de Maisoncelles, capitaine d'une compagnie d'infanterie du Régiment de La Mothe[note 5]. Françoise Martin, veuve de Louis d'Houllières, rappelle dans son testament du 7 août 1711, qu'elle avait fondé la messe du dimanche dans sa chapelle de la Jupellière, en commun avec son mari, le 26 février 1688.
- Louis d'Houllières, tonsuré en 1693, épousa en 1716, dans la chapelle de Charonne à Tuffé, Marie-Antoinette de Belriant, fut capitaine au Régiment de La Mothe, et demeurait à La Ferté-Bernard. Ses enfants naissent pourtant à Maisoncelles : Louis-Jean-Marc, 1719 ; Louis-Joseph, 1721, † 1722 ; Louis-Jean-Charles, 1726 ; Marie-Louise-Bonne, mariée en 1741 à Pierre du Hardas ; et lui-même y mourut le 4 décembre 1754.
- Louis-Jean-Charles d'Houllières, épouse en 1748 Julie Belot de Marthou, fille de Jacques elot de Marthou, lieutenant-colonel d'infanterie, et de Louise de Farcy. Il habita la Jupellière, Marthou en Cherré, et Angers, et mourut ancien officier au château de Vintimille, le 3 avril 1778, âgé de 54 ans. Sa veuve mourut à Maisoncelles en 1783.
- Louis-Charles-Augustin d'Houllières, né au château de Marthou en 1750, épousa à La Selle-Craonnaise en 1776 Élisabeth de la Forêt d'Armaillé, fille du seigneur de Saint-Amadour.